# Фотоприбор
Государственное предприятие Научно-производственный комплекс «Фотоприбор» — предприятие Украины. Основное направление деятельности — разработка, конструирование, производство оптико-электронных приборов и спецтехники.

## История
Завод «Фотоприбор» был создан в 1962 году на территории артели «Победа». Основателем и первым директором был Курбанов А. П. Завод занимался сначала выпуском продукции, переведенной с других военных предприятий, в том числе заводу «Арсенал».
В 1965 году на заводе было создано специальное конструкторское бюро. Его начальником был назначен И. Н. Петров, а главным конструктором — А. К. Криворотый.
В начале 1970—х годов предприятие стало главнейшим в СССР по разработке и производству приборов химико-фотографической обработки и дешифрирования аэрофотоматериалов. Тут был разработан и изготовлен перечень важнейших приборов и машин космического назначения — «Свет», «Раккорд», «Топаз» и др. Первым изделием, которое разработали конструкторы, был походный комплект дешифровальщика ПКД-1, вторым — прибор для промывки фотоотпечатков ППО-1.
В 1972 году на заводе началась разработка и производство изделий точной механики, оптико-механики, химической и оптико-электроники специального назначения (гирокомпас 1Г-25 для определения истинного азимута в составе артиллерийского комплекса 1В12 («Машина»). Для этой цели на заводе «Фотоприбор» был создан отдел главного конструктора (ОГК), который возглавил Анатолий Романович Глущенко. В этом же году «Фотоприбор» был подключен к вертолетной тематике, представляемой в производстве Красногорским механическим заводом им. С. А. Зверева изделием 017, то есть аппаратурой «Радуга-Ф» — управления противотанковым управляемым реактивным снарядом, которая устанавливалась на борту боевых вертолетов Ми-24.
В 1974 году на базе Специального конструкторского бюро было организовано Центральное конструкторское бюро «Сокол», которое выделилось в отдельную самостоятельную организацию, как юридическое лицо. Главным конструктором ЦКБ «Сокол» был назначен Рауф Ахметович Аблязов. Тогда изменилась и структура бюро: были созданы три конструкторских отдела, научные лаборатории, технологический отдел, опытное производство, отдел электроники, отдел вычислительной техники и др.
Началось внедрение в серийное производство гаммы артиллерийских прицелов ПГ-2 и ПГ-4, разработки ЦКБ «Новосибирского приборостроительного завода». Перископические прицелы ПГ-2, ПГ-4 — предназначены для наведения оружия на цель во время стрельбы с закрытых огневых позиций и прямой наводкой. Устанавливаются на самоходных артиллерийских установках 2С1 «ГВОЗДИКА» и 2С3 «Акация».
В 1974—1976 годах стартовало серийное производство отдельных электронных блоков и приборов аппаратуры управления 9С475 («Радуга-Ш») по управлению противотанковыми управляемыми реактивными снарядами (ПТУРС).
Аппаратура управления 9С475, 9С475-1, 9С475-2, 9С475-3, 9С475-4 — предназначена для поиска, выявления, распознавания целей, выбора пусковой установки, проведения пуска и полуавтоматического наведения реактивного снаряда.
Аппаратура управления 9С475 устанавливалась на борту вертолета Ми-24 или его образно называли «летающий паук». Основным потребителем был Арсеньевский вертолетный завод.
В 1978 году ЦКБ «Сокол» также был разработан оптический прибор для наблюдения «ИРИС», в 1983 году были успешно проведены испытания изделия на вертолете Ми-24К. Эта боевая машина была разработана на базе вертолета Ми-24В и предназначена для визуального наблюдения за полем боя, расположением войск противника, корректирования ракетной и артиллерийской стрельбы.
В начале 1980-х годов было внедрено серийное производство изделий для криминалистики: микроскоп сравнения МС-1, репродукционная установка РЕУС-1.
В 1983—1986 годах были освоены в серийном производстве малогабаритный артиллерийский прицел 1П8 для десантной самоходной артиллерийской установки 2С9 «Нона С» и автоматизированный артиллерийский прицельный комплекс 1П22. В их освоении принимали участие специалисты от разработчика: Г. Ф. Шульженко, Л. Д. Дунтау, В. Д. Казанцев, Л. А. Чурилов и др.
В 1990-х годах завод начал производить медицинскую технику. Совместно с Одесским институтом глазных заболеваний и тканевой терапии имени Филатова началось производство перечня офтальмологических приборов — «Стимул», «Алькор», ФК-30. Начат выпуск лабораторного оборудования — парафинонагреватель, негатоскоп, дистиллятор.
В 1994 году на базе завода «Фотоприбор» и Центрального конструкторского бюро «Сокол» был создан Научно-производственный комплекс «Фотоприбор», а в 1995 году в составе НПК было создано специальное конструкторское бюро «Стрела». С 1996 года были запущены в серийное производство танковые прицельные комплексы с использованием лазерной и микроскопической техники. В 1999 году система управления огнём танков Т-84УД и Т-84 была оборудована прицельным комплексом производства «Фотоприбор», что позволило провести оснастку танков для украинской армии и выполнять заказы на экспорт.
С 2011 года ГП НПК «Фотоприбор» вошел в состав концерна «УкрОборонПром»

В 2012−2014 годах генеральным директором ГП НПК «Фотоприбор» был главный конструктор Гордиенко В. И. Начиная с конца 2014 года на его место пришел экс-руководитель Изюмского приборостроительного завода г. Изюм — Корево Г. С.
ГП НПК «Фотоприбор» расположен на двух промплощадках общей площадью 210 тысяч квадратных метров. Здесь работают около 1000 человек.
20 октября 2014 года Президент Украины Петр Порошенко сообщил, что ГП НПК «Фотоприбор» включено в программу государственного заказа на 2015 год.

## Руководители предприятия
| Курбанов А. П.   | (1962—1979) |
| Марущак О. Л.    | (1979—1986) |
| Аблязов Р. А.    | (1986—1991) |
| Ивашков Б. Г.    | (1991—1993) |
| Приходько О. И.  | (1993—1996) |
| Глущенко А. Р.   | (1996—2007) |
| Бурковский А. А. | (2007—2012) |
| Гордиенко В. И.  | (2012—2014) |
| Корево Г. С.     | (с 2014)    |